# North Platte
Pour les articles homonymes, voir Platte.
Ne doit pas être confondu avec North Platte (rivière).
North Platte est une ville américaine, siège du comté de Lincoln dans le Nebraska, et dont la population était estimée en 2010 à 24 733 habitants.

## Géographie
La ville se trouve au confluent entre les rivières North Platte et South Platte. Les deux rivières forment ensuite la rivière Platte.

## Histoire
Le 13 juillet 1929, la ville a connu un exode racial (appelé localement le North Platte black exodus), lorsque tous les résidents noirs — entre quelques dizaines et 200 — ont reçu l'ordre de quitter la ville par les résidents blancs de celle-ci, à la suite du meurtre d'un policier par un homme noir.
Pendant la Seconde Guerre mondiale, un groupe de femmes de North Platte et des environs ont créé une sorte de cantine, qui a servi près de six millions de plats à des soldats en transit dans la gare de triage locale. Les trains y étaient arrêtés pendant une quinzaine de minutes pour effectuer de la maintenance. Les femmes, qui devaient composer avec le rationnement alimentaire en temps de guerre, ont réussi à servir jusqu'à 30 trains par jour entre 1941 et 1946. Elles travaillaient gratuitement et les aliments étaient donnés,.

## Transport

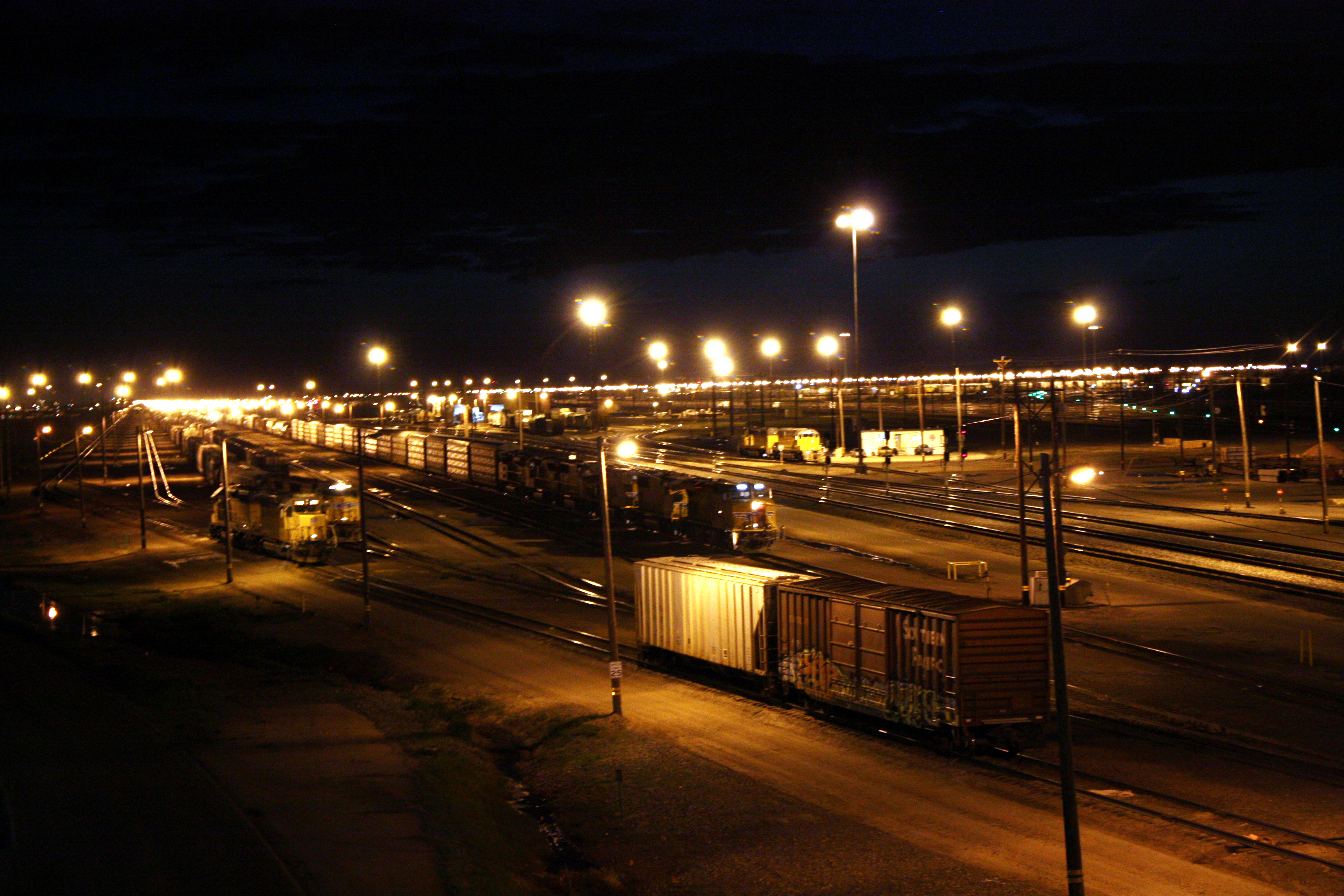
Le triage Bailey de nuit.

North Platte est une ville ferroviaire, elle abrite la plus grande gare de triage du monde, le triage Bailey (Bailey Yard).
L'Interstate 80 passe au sud de la ville.
Le North Platte Regional Airport (en) est l'aéroport local.

## Patrimoine

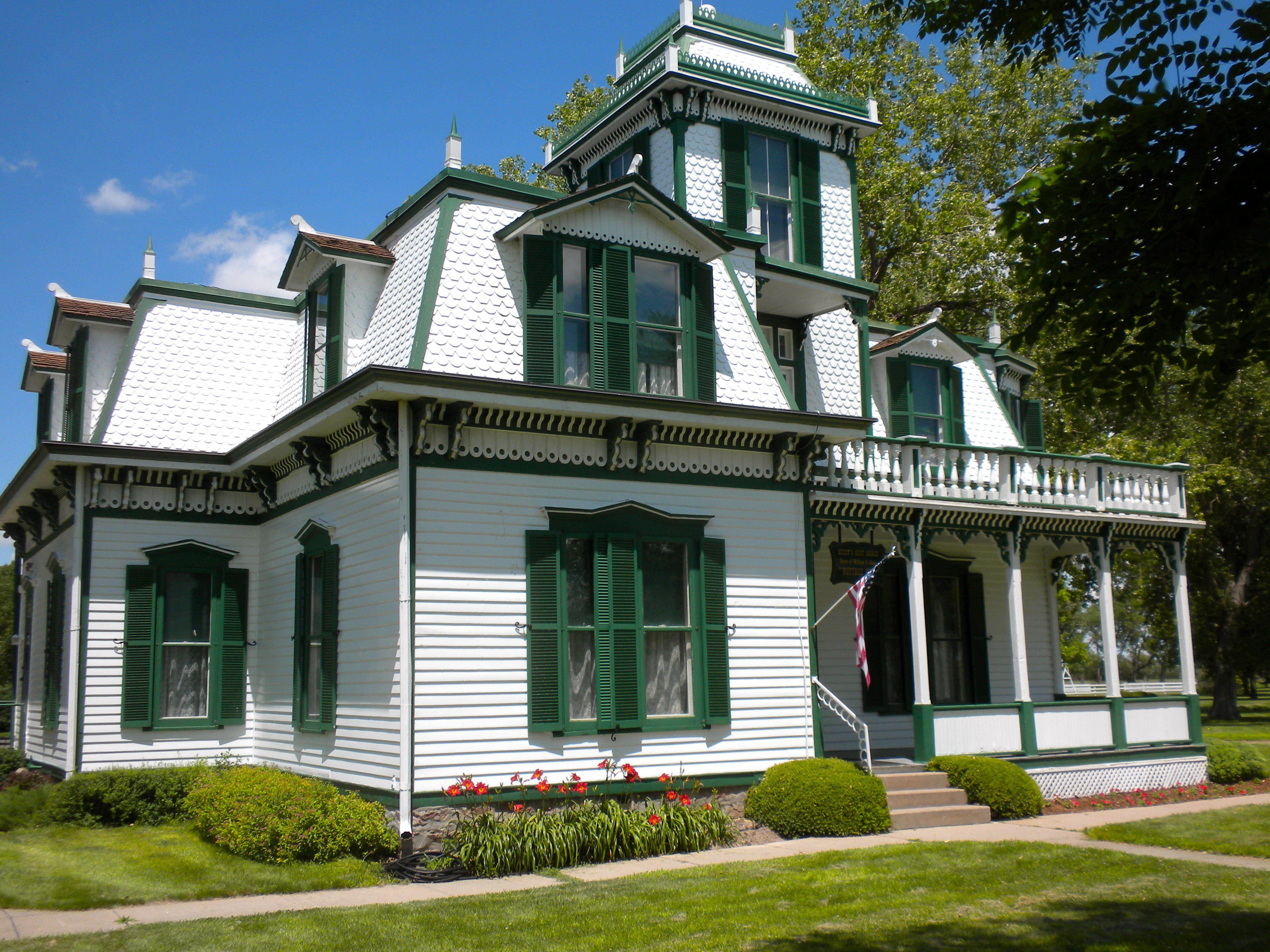
Le Scout's Rest Ranch

Dans les années 1880, Buffalo Bill établit son ranch, connu sous le nom de Scout's Rest Ranch, juste au nord de la ville. Il est classé National Historic Landmark depuis le 13 janvier 2021.

## Climat
| Mois                     | jan. | fév. | mars | avril | mai  | juin | jui. | août | sep. | oct. | nov. | déc. | année |
| ------------------------ | ---- | ---- | ---- | ----- | ---- | ---- | ---- | ---- | ---- | ---- | ---- | ---- | ----- |
| Température moyenne (°C) | −4,4 | −2,3 | 1,7  | 8,7   | 14,7 | 20,6 | 24,5 | 23,6 | 17,6 | 10,6 | 1,9  | −2,6 | 9,6   |
| Précipitations (mm)      | 11   | 13   | 25   | 51    | 75   | 84   | 63   | 54   | 42   | 23   | 13   | 10   | 464   |

## Personnalités liées à la ville
- Chuck Hagel, homme politique, est né à North Platte.
- Buffalo Bill a vécu à North Platte[6].
- Keith Neville, 18e gouverneur du Nebraska, est né et mort à North Platte.
- Red Cloud, chef sioux, est né vers l'actuelle North Platte.